# Ceryx kuehni
Ceryx kuehni là một loài bướm đêm thuộc phân họ Arctiinae, họ Erebidae.